# Clase 23 (dirigible)
Los Clase 23 fueron dirigibles rígidos producidos en el Reino Unido durante la Primera Guerra Mundial. El desarrollo de la Clase 23 comenzó en agosto de 1915, cuando se le pidió a Vickers que mejorara el diseño del No. 9r aumentando su capacidad de gas mediante la adición de un compartimento y aumentando la capacidad de las celdas de gas de proa y de popa. La Clase 23 fue diseñada por H.B. Pratt y Barnes Wallis de Vickers. Vickers construyó la primera y la última de las cuatro naves. Las otras dos fueron construidas por William Beardmore and Company y Armstrong-Whitworth. Si bien los dirigibles de la Clase 23 nunca se utilizaron en combate, las cuatro naves proporcionaron muchas horas de entrenamiento y datos experimentales valiosos para las tripulaciones y los diseñadores de dirigibles británicos. Aunque en un momento dado se contempló construir 17 de estas naves, sólo se construyeron cuatro ejemplares. Se encontró que la Clase 23 tenía un sobrepeso significativo, lo que llevó a su cancelación en favor de la Clase R.23X, más refinada.

## Diseño y desarrollo

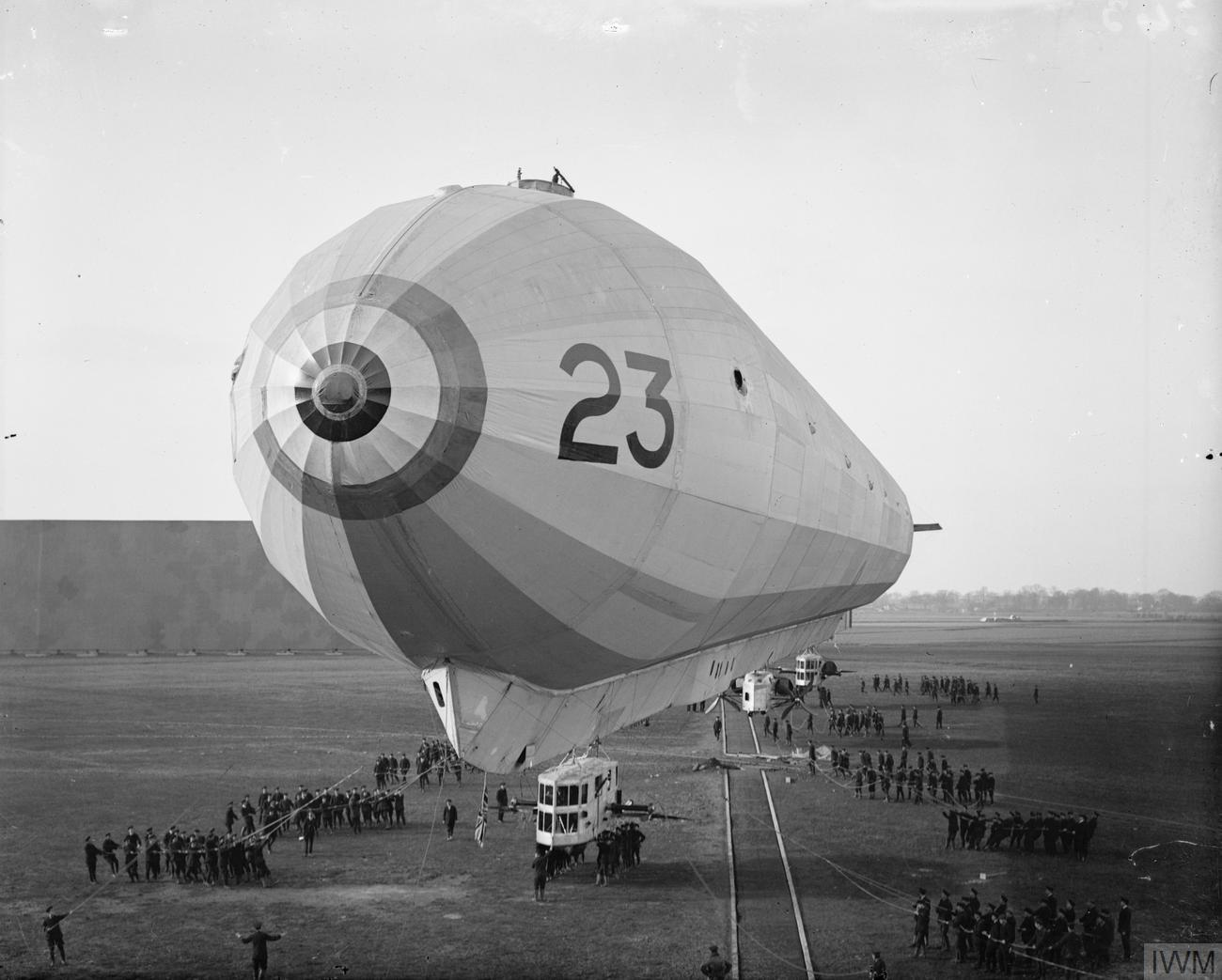
Fotografía del 23r tomada durante la Primera Guerra Mundial.

A raíz de las propuestas de julio de 1915 para encargar más dirigibles con el mismo diseño que el No. 9r que Vickers estaba construyendo en aquel momento, el 28 de agosto se pidió a Vickers que diseñara una nueva clase de dirigibles basada en dicho modelo. Para facilitar una rápida producción en masa, se utilizó el mismo diseño de bastidor transversal que el No. 9r, pero se aumentó la sustentación añadiendo un compartimento extra y haciendo el morro y la cola más rellenos para acomodar sacos de gas más grandes. La mayor parte de la estructura de la Clase 23 era idéntica a la del No. 9r. La potencia era suministrada por cuatro motores Rolls-Royce Eagle de 190 kW (250 hp). La quilla exterior de sección triangular tenía una sección ensanchada en medio de la nave que incorporaba un compartimento de bombas, dormitorios, sala de radio y baño. De la quilla estaban suspendidas tres góndolas. La góndola delantera contenía la sala de control y un motor que movía un par de hélices giratorias; una segunda en medio de la nave contenía dos motores, cada uno moviendo una hélice propulsora fija de cuatro palas sobre separadores; y la góndola de popa contenía el cuarto motor, que movía una sola hélice propulsora bipala, y una sala de control de emergencia. El lastre y el combustible se transportaban en depósitos a lo largo de la quilla. Los timones y los elevadores eran de tipo cruciforme. Los planos de diseño fueron aprobados el 10 de octubre de 1915.

## Construcción
Inicialmente se encargaron tres ejemplares. Uno de ellos sería construido por Vickers en Barrow-in-Furness, Cumbria. Se encargó un segundo, el 24r, a William Beardmore and Company de Inchinnan, en Renfrewshire, Escocia. El tercero, 25r, fue encargado a Armstrong-Whitworth en Barlow, North Yorkshire. Muchos de los componentes de las naves fueron construidos por Beardmore y Armstrong. En diciembre, el Tesoro aprobó la construcción de dieciséis dirigibles más y acordó también préstamos gubernamentales para la construcción de hangares de construcción adicionales. Se encargó una nave más a Vickers y dos a Beardmore y a Armstrong. Sin embargo, en este punto intervino el Tesoro, negándose a permitir la construcción de más dirigibles hasta que hubiera suficientes hangares para albergarlos.

## Historia operacional

### 23r

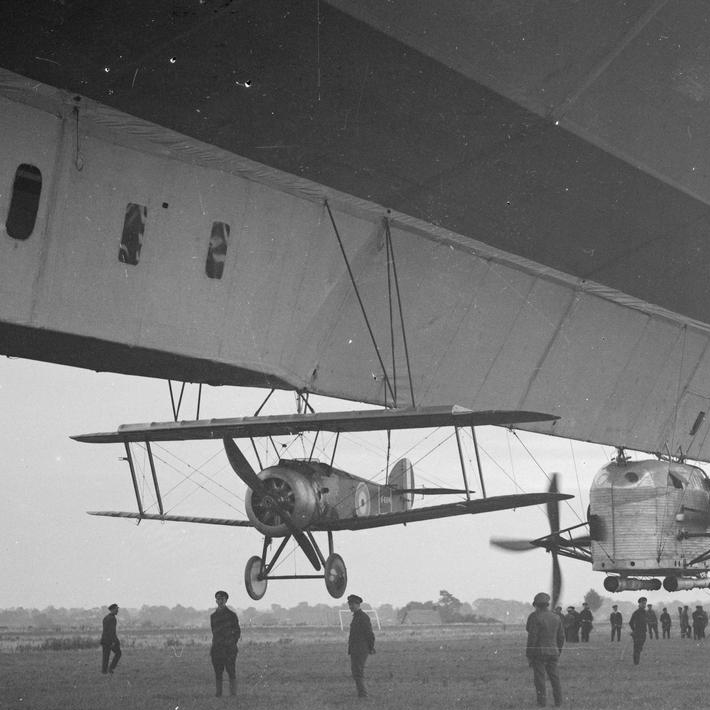
23r con el Sopwith 2F.1 Camel N6814.

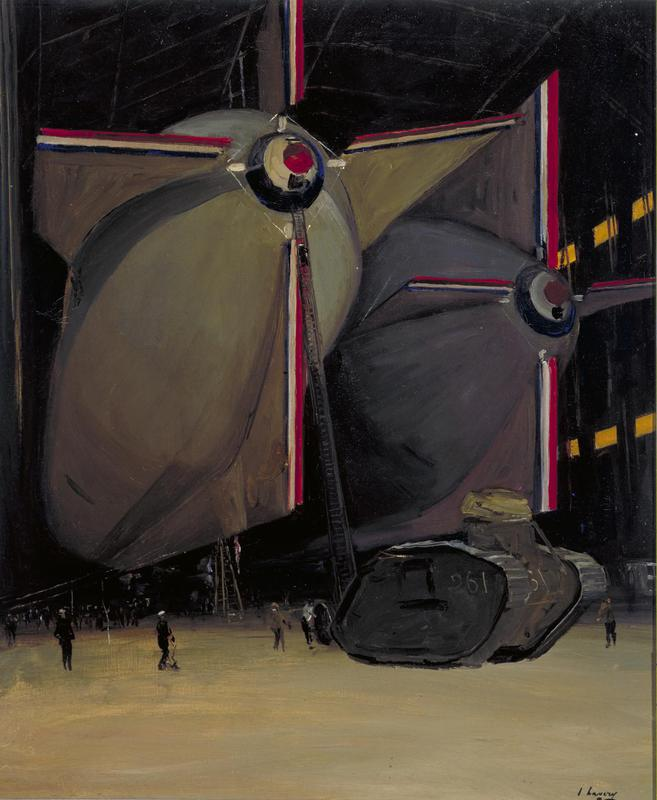
Pintura de dos dirigibles de la Clase 23 en Pulham, por John Lavery. Obsérvese el tanque en primer plano que se utilizaba para realizar operaciones en tierra.

La construcción fue iniciada por Vickers el 1 de enero de 1916. La construcción se retrasó por la escasez de materiales (incluida la escasez de lino causada por el alzamiento de Pascua en Irlanda) y las huelgas. El vuelo de pruebas tuvo lugar en Barrow el 19 de septiembre de 1917. Se encontró que la nave tenía menos sustentación que la nominal, por lo que se quitaron las dinamos, el equipo de bombas y los muebles para ahorrar peso. Un motor Maybach de 180 kW (240 hp) del accidentado Zeppelin L 33 sustituyó al Rolls-Royce en un nuevo habitáculo trasero, éste sin los controles de emergencia.
El 23r voló a la RNAS Howden, Yorkshire, el 15 de octubre de 1917, y luego a la RNAS Pulham, Norfolk, el 29 de octubre. Sobrevoló el centro de Londres el 6 de diciembre, paralizando la ciudad y generando una ola de fervor patriótico. A pesar de que las marcas de identificación del dirigible eran claramente visibles para millones de londinenses, los censores prohibieron la publicación del nombre de la nave. En mayo de 1918 se realizó un vuelo récord de 40 horas y 8 minutos, así como experimentos con el armamento defensivo de un cañón QF de 2 libras (40 mm) y tres ametralladoras. Los proyectiles del gran cañón alarmaron al personal de tierra de Pullham cuando rebotaron en el suelo en lugar de explotar inofensivamente. En julio se realizaron experimentos con cazas parásitos, con la esperanza de que pudieran defender la aeronave. Primero se lanzó con éxito un Sopwith Camel no tripulado y luego uno tripulado. En noviembre, el experimento finalizó con éxito con otros dos Camel tripulados. El No. 23r sobrevoló la rendición de la flota de submarinos alemanes en Harwich en noviembre de 1918, antes de ser modificado para realizar experimentos con el sistema de amarre de tres cables en marzo de 1919. Fue borrado en septiembre de 1919 después de un total de aproximadamente 320 horas.

### 24r
Cuando en octubre de 1917 se tomó la decisión de aligerar el sobrepeso de los 23r y 25r, también se probó el del 24r. Se descubrió que el problema era aún peor, ya que el 24r pesaba alrededor de 680 kg más que sus gemelos, una diferencia que finalmente se atribuyó al uso de sujetadores ligeramente más grandes y pesados en toda su estructura. Se necesitaba una solución con cierta urgencia, ya que el hangar de construcción de Beardmore necesitaba ser despejado para poder comenzar los trabajos en el R34, pero el problema se vio agravado por el hecho de que el 24r necesitaba toda la sustentación posible para navegar de manera segura por la montañosa campiña escocesa. Finalmente, se tomó la decisión de desmantelar por completo el vehículo propulsor de popa, quitando el motor y toda la maquinaria asociada. Si bien esto le dio al 24r una sustentación más que suficiente, limitaba su velocidad máxima a 56 km/h.
Estaba previsto que el vehículo trasero fuera sustituido finalmente por uno de diseño más ligero, pero esto nunca se llevó a cabo y el 24r operó durante toda la guerra con sólo tres motores. En una ocasión, esto provocó una situación sobre Bass Rock en la que el dirigible quedó inmovilizado por un viento en contra, impidiéndole avanzar. Finalmente fue retirado en diciembre de 1919 con un tiempo total de vuelo de 164 horas y 40 minutos sobre una distancia de 6720 km.

### 25r
El 25r fue construido por Armstrong-Whitworth y completado cinco semanas después del 23r, en octubre de 1917. Cuando se descubrió que tenía los mismos problemas de peso durante las pruebas de ajuste realizadas en un hangar en los talleres de dirigibles de Armstrong-Whitworth en Barlow, North Yorkshire, se aligeró de manera similar y realizó su primer vuelo de pruebas el 14 de octubre de 1917. En vuelos posteriores, surgió otro problema: el aumento repentino de las bolsas de gas provocó un movimiento repentino e impredecible del centro de presión de la nave, lo que causó cierta inestabilidad. A pesar de este problema, el dirigible (ya entonces conocido como R.25) fue aceptado oficialmente en servicio el 23 de diciembre de 1917, y continuó en servicio hasta septiembre de 1919, momento en el que había volado 221 horas y 5 minutos y cubierto 9454 km.

### R.26
El R.26 fue el primer dirigible designado bajo el nuevo sistema de agregar un prefijo "R" en lugar de un sufijo "r" para los rígidos. Tuvo la ventaja de estar apenas en las primeras etapas de construcción cuando se descubrieron los problemas de peso con sus gemelos, lo que permitió implementar medidas de ahorro de peso desde el principio. El 4 y 5 de junio de 1918 estableció un nuevo récord de resistencia para la Clase 23 al realizar una patrulla de 40 horas y 40 minutos. Junto con el 23r, supervisó la rendición de los submarinos alemanes en Harwich, antes de ser asignado a experimentos a principios de 1919 para investigar los aspectos prácticos del amarre de dirigibles al aire libre. Aunque al principio parecía prometedor, su envoltura acabó empapada por la lluvia y el dirigible fue derribado por una tormenta de nieve. Aunque fue reflotado quitándole los carros motores, se encontró que el daño estructural era demasiado grande para justificar las reparaciones, y fue dado de baja el 10 de marzo.

## Operadores
Reino Unido
- Marina Real

## Especificaciones
Referencia datos: Heritage

### Características generales
- Longitud: 163 m (534,8 ft)
- Planta motriz: 4× motor lineal V12 refrigerado por líquido Rolls-Royce Eagle.
  - Potencia: 190 kW (262 HP; 258 CV) cada uno.
- Diámetro: 16 m
- Volumen: 27 000 m3
- Sustentación útil: 6600 kg

### Rendimiento
- Velocidad máxima operativa (Vno): 84 km/h (52 MPH; 45 kt)